# 138 (число)
138 (сто тридцать восемь) — натуральное число, расположенное между числами 137 и 139. Оно не является простым числом, а относительно последовательности простых чисел расположено между 137 и 139.
- 138 день в году — 18 мая (в високосный год — 17 мая)

## В математике
- 138 — является чётным составным трёхзначным числом.
- Сумма цифр этого числа — 12
- Произведение цифр этого числа — 24
- Квадрат числа 138 — 19044

## В других областях
- 138 год.
- 138 год до н. э.
- NGC 138 — спиральная галактика (Sa) в созвездии Рыбы.
- 138-й отдельный лыжный батальон — воинское подразделение СССР в Великой Отечественной войне.
- 138-я гвардейская отдельная мотострелковая бригада.
- 138 км (платформа БМО).
- (138) Тулуза — астероид главного пояса.
- Who’s afraid of 138?! — рубрика на радиошоу «A State Of Trance»